# Губка Боб Квадратные Штаны (персонаж)
Гу́бка Боб Квадра́тные Штаны́ (настоящее имя — Ро́берт Квадра́тные Штаны́; англ. SpongeBob SquarePants) — главный герой американского одноимённого мультипликационного сериала, премьера которого состоялась 1 мая 1999 года. Персонаж был придуман морским биологом и аниматором Стивеном Хилленбергом и озвучен актёром Томасом Кенни. Судя по сведениям из его водительского удостоверения, он родился 14 июля 1986 года что было известно с серии "Время снов". 

## Описание персонажа
Губка Боб — это энергичная и жизнерадостная морская губка. Характерные черты его внешности: большие голубые глаза, много дырочек по всему телу (40 дырок) и рот с выступающими вперёд резцами, ямочками на щеках и веснушками, а также небольшие реснички. Он может по желанию изменять форму своего тела, а также длину и форму рук, втягивать их в себя. Обычно носит белую рубашку с коротким рукавом, красный галстук и коричневые квадратные штаны, отсюда и его фамилия «Квадратные Штаны» (хотя на самом деле штаны не квадратные, а прямоугольные). Его штаны подпоясаны чёрным ремнём. На ногах — чёрные ботинки, белые носки с синими и красными полосочками. Говорит высоким и тонким голосом. Страдает неизвестным расстройством. Очень любит петь вместе с Патриком.
Губка Боб — повар в ресторане «Красти Краб», в котором ему присуждалось звание работника месяца 374 раза. Его работодатель — мистер Крабс, слишком любящий свои деньги, хотя иногда платит ему в меньшей степени (естественно, экономя большую часть денег), а также его сотрудник Сквидвард.
Губка Боб учится в Лодочной школе миссис Пафф (аналог школы вождения), но до сих пор не может получить водительские права. Губка Боб живёт со своим питомцем, улиткой Гэри, в большом «доме-ананасе» по адресу 124 Конч Стрит в вымышленном городке Бикини-Боттоме, расположенном под водой около реального тропического острова в Атолле Бикини.
Его соседи: осьминог Сквидвард — коллега Губки Боба в «Красти Крабе», кассир, который живёт в доме, похожем на статую с острова Пасхи, и морская звезда Патрик — лучший друг Губки Боба, с которыми его объединяют общие интересы. Сквидвард постоянно жалуется на то, что Губка Боб и Патрик не дают ему спокойно жить.
Губку Боба отличают оптимизм, доброта, трудолюбие, надёжность. Он очень умён, но иногда бывает наивен. Его любимые занятия включают ловлю медуз (аналогично наблюдению за птицами и ловле бабочек) и надувание пузырей вместе с Патриком. Он не догадывается, как раздражает Сквидварда.
Очень часто Губка Боб бывает слишком энергичным, даже в таких делах, о которых он ничего не знает (например, когда Сквидвард предложил ему устроить забастовку в «Красти Крабе», Спанч Боб принял предложение, не зная, что это такое).
В фильме «SpongeBob SquarePants: The Movie», а также в мультсериале (серия «Оркестр недоумков») Боб показан хорошим вокалистом и гитаристом, умеет играть на укулеле.
Как можно заметить, Губка Боб очень любит улиток. Ведь в одной из серий Губка Боб начинает с одной бездомной улитки и заканчивает более ста улитками в своём ананасе. И в целом Губку Боба можно назвать любителем животных, учитывая его отношение к медузам, которых он ловит и сразу отпускает, как показано в серии "Техас", а также помощь червячку с потомством, и приручение морского конька (серия "Моя милая морская лошадка"). А также было показано что он хорошо запоминает интерьер Сквидварда, и неплохо вдохновлял свою команду чтобы вернуть рецепт крабсбургера во втором полнометражном фильме. Команда состояла из Губки Боба, Патрика, Сквидварда, Сэнди и позже прибывшего Планктона. А в серии "Мускул Боб Могучие Штаны" было показано что он настолько слабый, что сто раз нажимать на кнопки - это для него сложное занятие. Чтобы его не раскрыли, он тренируется на поднятие тяжести используя плюшевых медвежат.

## Создание образа

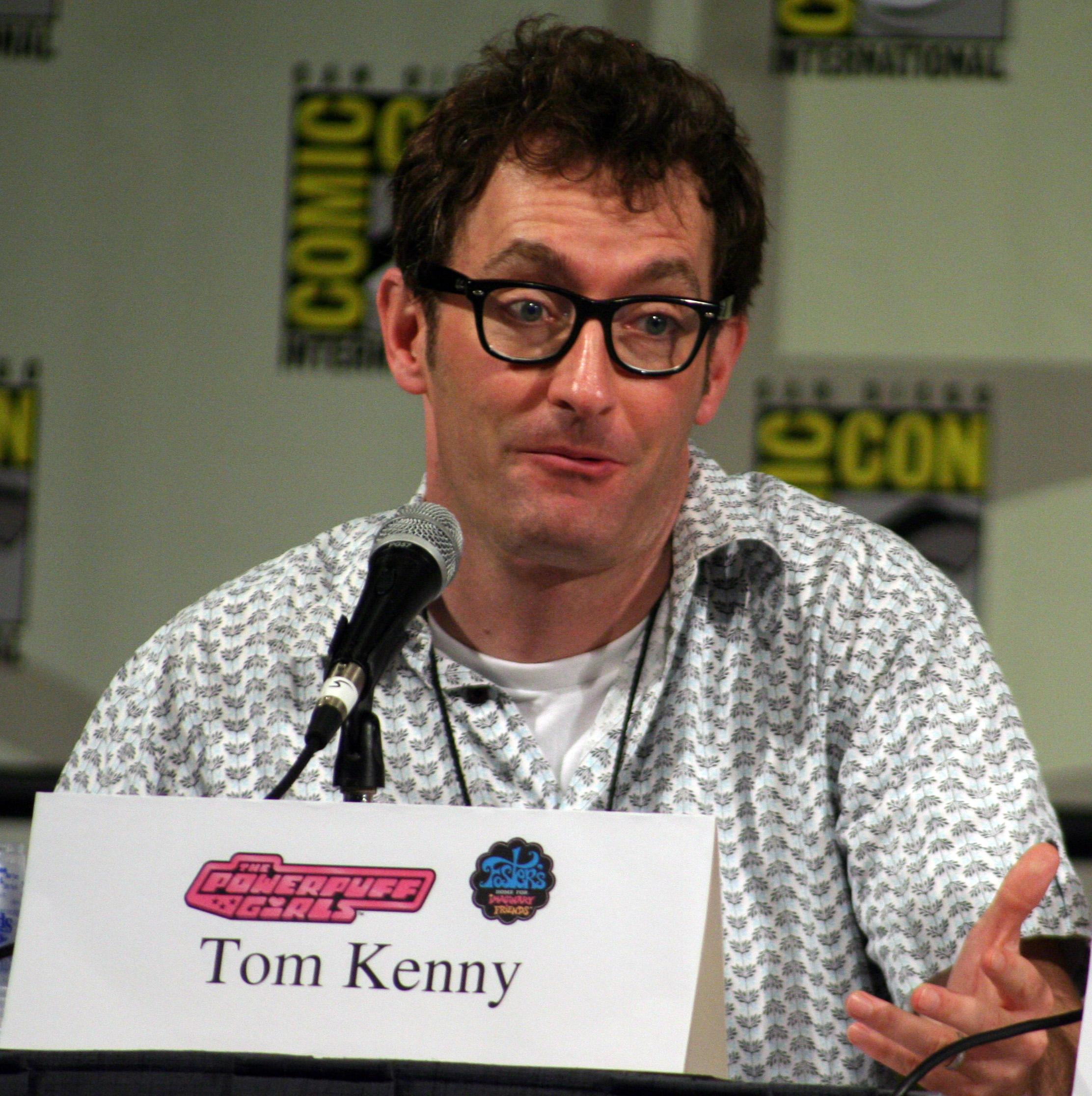
Томас Кенни, голос Губки Боба

Стивен Хилленберг хотел создать мультсериал про чрезмерно оптимистичную губку, которая раздражает других персонажей. Хилленберг сравнивал концепции Лорел и Харди и Пи-Ви Хермана. Когда он нарисовал персонажа, то решил, что «скрипуче-чистый квадрат» (как кухонная губка) вписывается в концепцию.
Первый концептуальный эскиз изображал персонажа, носящего красную с зелёным шляпу, белую рубашку и галстук. Вид Губки Боба постепенно изменился: он стал носить коричневые штаны, которые в конце концов и были использованы. Было решено, что Губка Боб станет персонажем, похожим на ребёнка, будет немножко глуповатым и оптимистичным, в стиле, который создал знаменитый

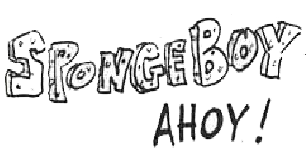
Логотип «SpongeBoy Ahoy!», изначального названия мультсериала

Изначально персонажа хотели назвать Мальчик-Губка, или Спанч-Бой (англ. SpongeBoy), однако это имя уже использовалось. Это стало известно после первой записи для оригинального семиминутного эксперимента, записанной в 1997 году. Юридическое управление «Nickelodeon» обнаружило, что это имя уже используется для моющего средства. После того, как это выяснилось, Хилленберг решил, что персонаж всё ещё будет называться Губкой, чтобы телезрители не спутали его с «Сырным Человеком» (англ. Cheese Man). Хилленберг решил использовать имя «Губка Боб» (англ. SpongeBob) и выбрал в качестве фамилии словосочетание «Квадратные Штаны» (англ. SquarePants), так как она отмечала квадратную форму персонажа и «приятно звучала».
Несмотря на то, что водительские права Губки Боба говорят, что его день рождения — 14 июля 1986 года, что делало персонаж тринадцатилетним к моменту официальной премьеры 17 июля 1999 года, Хилленберг пошутил, что он даже в пятьдесят ещё в «губчатом возрасте» (англ. sponge years). Он объяснил, что в принципе Губка Боб не имеет конкретного возраста, хотя он достаточно взрослый, чтобы стоять на своём и ходить в Лодочную школу. Решение принять Губку Боба в школу вождения катеров было принято в связи с просьбой «Nickelodeon», чтобы персонаж посещал школу.
Губка Боб в английской версии озвучен голосом Тома Кенни. Ранее Кенни работал с Хилленбергом над «Rocko’s Modern Life», и когда Хилленберг создал Губку Боба Квадратные Штаны, то пригласил Кенни, чтобы озвучить персонаж.
Хилленберг использовал персоналии Кенни и других людей, чтобы помочь в создании Спанч Боба.
В оригинале Губка Боб получил голос, который Кенни некогда создал для персонажа из массовки в мультсериале «Новая жизнь Рокко». Кенни забыл голос, который был предназначен для одноразового использования, но Хилленберг его помнил и, когда создавал Губку Боба, воспользовался видеоклипом эпизода, чтобы напомнить Кенни этот голос. Кенни сказал, что тонкий смех был специально создан уникальным, заявив, что они хотели добиться надоедливого смеха в традициях «Popeye and Woody Woodpecker».
Когда Губка Боб Квадратные Штаны был переведён на иностранные языки, дублёры использовали голос Тома Кенни в качестве отправной точки для передачи Губки Боба, но также они добавляли собственные уникальные элементы. Так, во французской версии Губка Боб говорит в пренебрежительном шепелявящем стиле Даффи Дака. В русском дубляже Губку Боба озвучил Сергей Балабанов, известный в России как один из ведущих (клоун Клёпа) детской телепередачи «АБВГДейка».

## Культурное влияние и критика

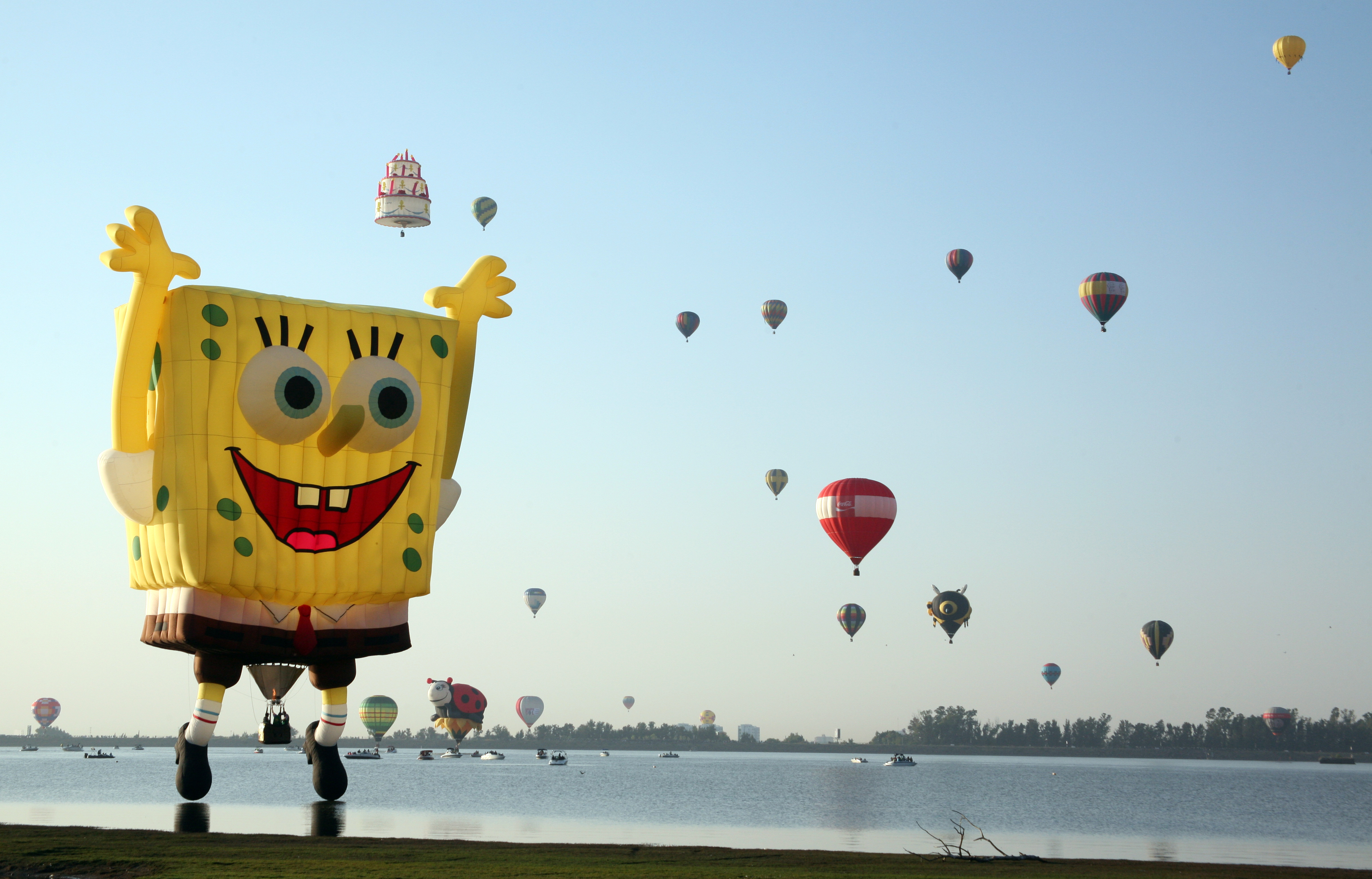
Фестиваль воздушных шаров

В ходе трансляции мультсериала «Губка Боб Квадратные Штаны» персонаж Спанч Боб приобрёл популярность, значительно превысившую рамки целевой аудитории телеканала Nickelodeon (дети от 2 до 11 лет), и стал известен среди подростков и взрослых зрителей. «Salon.com» отмечает, что безупречная невинность Губки Боба делает его таким привлекательным. Персонаж привлекает поклонников из-за своего яркого образа жизни и толерантного отношения.
В 2002 году уровень продаж кукол Губки Боба Квадратные Штаны составлял 75 000 штук в неделю, что было выше, чем у куклы Tickle Me Elmo. Губка Боб набирает популярность в Японии, особенно среди японских женщин. Родительская компания «Nickelodeon», «Viacom», целенаправленно нацеливала маркетинг на женщин в стране как метод постройки бренда Губки Боба Квадратные Штаны. Скептики изначально сомневались, что Губка Боб может быть популярен в Японии, так как дизайн персонажа сильно отличается от уже популярных Hello Kitty и Пикачу.
В честь Губки Боба был назван реально существующий вид грибов — Spongiforma squarepantsii. Учёные из Международного института по исследованию видов при Университете штата Аризона признали его одним из десяти самых замечательных видов живых существ, описанных в 2011 году.
На сайте «AskMen» Губка Боб занял четвёртую позицию в десятке наиболее раздражающих персонажей 1990-х годов с формулировкой: «Мало того, что его навязчивый энтузиазм плох сам по себе, эта сияющая морская губка ещё и лезет из кожи вон, что неизбежно создаёт проблемы не только для него самого, но и для всех окружающих».
13 июня 2020 года официальный Twitter-аккаунт «Nickelodeon» в честь «Месяца гордости» раскрыл имена трёх своих канонических персонажей, которые являются частью ЛГБТ-сообщества, а именно: Швоза Швартса из «Опасного Генри», Корру из мультсериала «Легенда о Корре» и самого Губку Боба. После этого твита пользователи соцсетей и СМИ начали активно обсуждать сексуальную ориентацию персонажа. Одни вспомнили, что в эпизоде «Прощай, двустворчатый моллюск» персонаж переодевался в маму и вместе с его другом, Патриком, они пародировали семью. Другие же вспомнили интервью 2005 года, где Стивен Хилленберг заявил, что Боб «почти асексуален». Известный российский телеведущий Иван Ургант в своём шоу «Вечерний Ургант» пошутил насчёт ориентации Боба, что в данный момент на дно океана отправляется казачий патруль и специалисты, которые «снимут Квадратные Штаны и выведут всех на чистую воду из этого мутного омута».